# Фролы (Свердловская область)
Фролы — деревня в Пышминском городском округе Свердловской области России.

## Географическое положение
Деревня Фролы расположена в 13 километрах (по дороге в 21 километре) к северо-западу от посёлка Пышма, на правом берегу реки Юрмач — правого притока реки Пышмы. Выше по течению Юрмача находятся деревня Юдина (почти напротив Фролов) и село Печёркино, а ниже по течению — деревня Заречная и село Юрмытское.

## Население
| 2002 | 2010 | 2021 |
| ---- | ---- | ---- |
| 85   | ↘58  | ↘48  |